# Cepos e Teixeira
Cepos e Teixeira (oficialmente: União das Freguesias de Cepos e Teixeira) é uma freguesia portuguesa do município de Arganil, com 32,71 km² de área e 198 habitantes (censo de 2021). A sua densidade populacional é 6,1 hab./km².

## História
Foi constituída em 2013, no âmbito de uma reforma administrativa nacional, pela agregação das antigas freguesias de Cepos e Teixeira e tem sede em Cepos.

## Demografia
A população registada nos censos foi:
| Distribuição da População por Grupos Etários | Distribuição da População por Grupos Etários | Distribuição da População por Grupos Etários | Distribuição da População por Grupos Etários | Distribuição da População por Grupos Etários | Distribuição da População por Grupos Etários |
| -------------------------------------------- | -------------------------------------------- | -------------------------------------------- | -------------------------------------------- | -------------------------------------------- | -------------------------------------------- |
| Antes da agregação                           |                                              |                                              |                                              |                                              |                                              |
| Ano                                          | 0-14 anos                                    | 15-24 anos                                   | 25-64 anos                                   | >= 65 anos                                   | Total                                        |
| 2001                                         | 36                                           | 36                                           | 166                                          | 124                                          | 362                                          |
| 2011                                         | 8                                            | 16                                           | 101                                          | 145                                          | 270                                          |
| Após a agregação                             |                                              |                                              |                                              |                                              |                                              |
| Ano                                          | 0-14 anos                                    | 15-24 anos                                   | 25-64 anos                                   | >= 65 anos                                   | Total                                        |
| 2021                                         | 7                                            | 11                                           | 66                                           | 114                                          | 198                                          |